# Seat Alhambra
Pour les articles homonymes, voir Alhambra.
La Seat Alhambra est un grand monospace du constructeur automobile espagnol Seat produit à partir de 1995, et dérivé des Volkswagen Sharan et Ford Galaxy. Lors de son renouvellement en 2010, il n'est plus rebadgé avec Ford.

## Première génération (1996-2010)

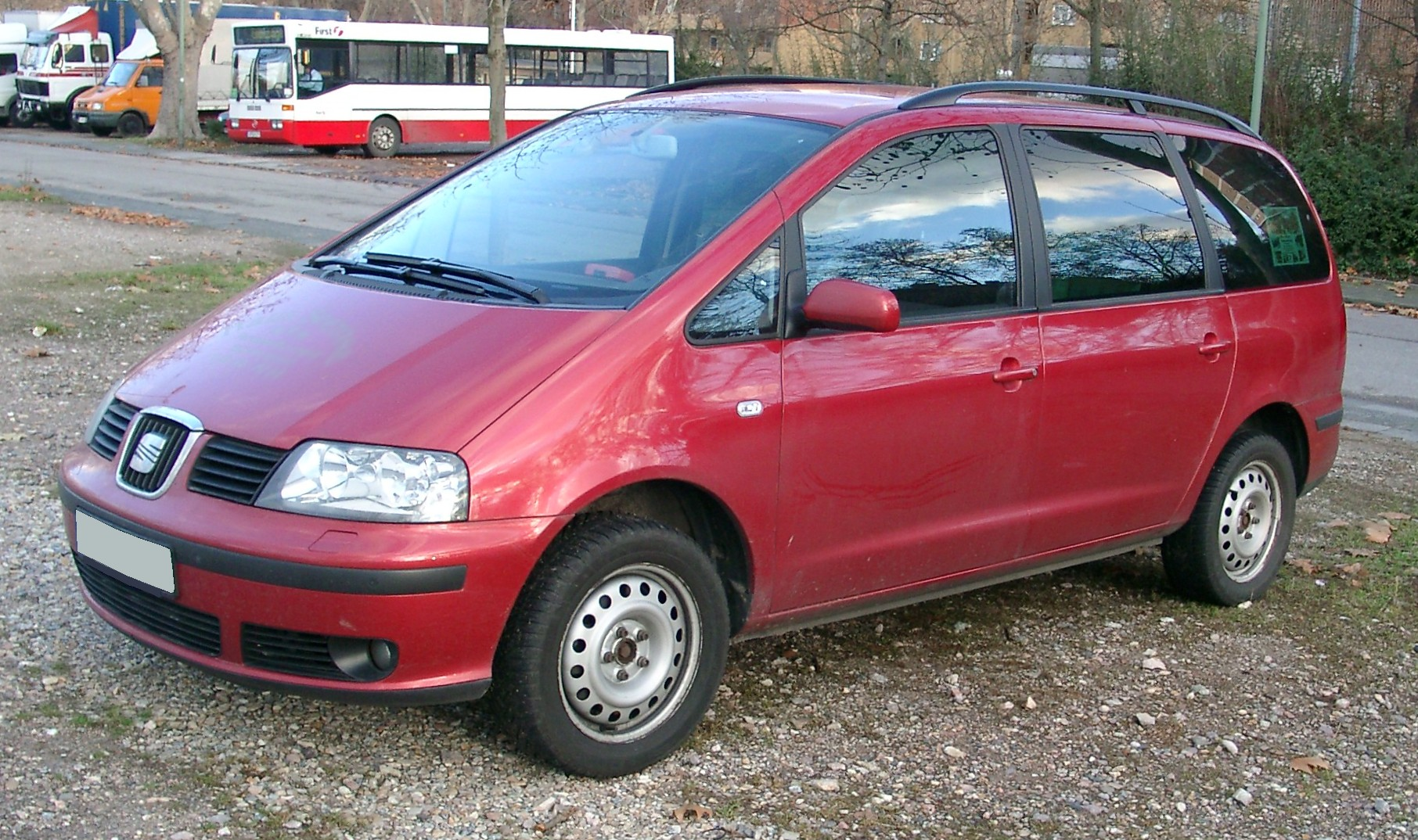
Seat Alhambra I Phase 2

### Caractéristiques techniques

#### Essence
- 2.0i 85 kW/115 ch
- 1.8i 20VT 110 kW/150 ch
- 2.8i 24V V6 150 kW/204 ch

#### Diesel
- 1.9 TDI  66 kW/90 ch
- 1.9 TDI  85 kW/115 ch
- 1.9 TDI  96 kW/131 ch
- 2.0 TDI  103 kW/140 ch

#### Versions
- Reference
- Stylance
- Sport

### Équipements de séries et options

#### Modularité
Sièges au design ergonomique avec des accoudoirs repliables, des tablettes rabattables derrière les sièges avant et des vitres électriques. Sept personnes peuvent voyager à bord de l’Alhambra. Les sièges avant pivotent à 180° (en option), et l’espace de chargement peut être triplé (passant de 952 litres à 2 610 litres) si vous retirez les sièges arrière. Sièges multi-positions offrant une grande modularité.

#### Confort
Les sièges ergonomiques offrent un réel maintien latéral. L’Alhambra offre des accoudoirs avant, un siège conducteur réglable en hauteur, des appuie-têtes à chaque place, porte-gobelets et de grands rangements. On trouve une boîte à gants et un coffre de rangement sur le tableau de bord, des bacs dans les quatre portières, des aumônières au dos des sièges avant et un coffre de rangement sur la droite au niveau de la 3e rangée de sièges. En option, le pack multimédia (lecteur DVD avec 2 écrans) et les changeurs 6 CD.

#### Équipements
La direction assistée est en série sur toute la gamme, et grâce au volant multifonctions, disponible en option, vous contrôlez le régulateur de vitesse et la radio. La radio CD MP3 est en série sur toute la gamme. En option, sont disponibles un changeur 6 CD et un système de navigation dynamique (RNS). Dès le niveau de finition REFERENCE, l’Alhambra offre la climatisation automatique Climatronic. La finition STYLANCE est livrée avec le double Climatronic qui permet de gérer séparément le réglage de la température entre les sièges avant et arrière.

### Sécurité
L’Alhambra est pourvue en série de l’ABS (antiblocage des roues), de l’EBA (aide au freinage d'urgence) et de l’EBV (répartiteur électronique de la force de freinage). Ces trois éléments interviennent lors du freinage. L’ABS permet au conducteur de ne pas bloquer les roues et de pouvoir garder le contrôle de la direction. L’EBV assure une répartition de la force de freinage sur chaque essieu et l’EBA n’intervient que lors d’un freinage d’urgence en augmentant jusqu’au maximum la puissance de freinage demandée par le conducteur. L’Alhambra est équipée en série du TCS (système de contrôle de traction) et de l’ESP (programme électronique de stabilité). Le TCS sert à empêcher le patinage des roues motrices. L’ESP reçoit des informations du volant, des roues et de l’accélérateur afin de mettre en œuvre les actions nécessaires pour garantir la trajectoire du véhicule désirée par le conducteur.

## Deuxième génération (2010-2022)
Le Seat Alhambra a été renouvelée en 2010 en même temps que son frère jumeau le Volkswagen Sharan. Ils ne sont plus rebadgées Ford, car le Galaxy a fait déjà peau neuve en 2006 sur la base du S-Max. 
En 2015, l'Alhambra a été restylée en même temps que son cousin allemand. Il reçoit un nouveau logo, des feux avant et arrière à LED, une nouvelle planche de bord et de nouvelles finitions. 
Il ne sera pas remplacé ; le SUV 7 places Seat Tarraco a indirectement remplacé l'Alhambra. 

## Liens officiels
- Page officielle de la SEAT Alhambra
- Site officiel SEAT France